# Parco nazionale Rakiura
Il Parco nazionale Rakiura è un parco nazionale della Nuova Zelanda. Si trova sull'Isola Stewart, il cui nome ufficiale è Stewart Island/Rakiura. 
Rakiura in lingua māori significa "terra dal cielo brillante", con riferimento alle aurore polari frequenti nell'isola durante i mesi invernali.
Istituito nel 2002 è il più recente dei parchi nazionali del paese.

## Geografia
Il parco comprende l'85% circa del territorio dell'isola Stewart con i suoi circa 400 abitanti. L'isola di Stewart è separata dall'Isola del Sud dallo stretto di Foveaux le cui acque sono spesso burrascose, fattore che ha contribuito a preservare la biodiversità del parco. 
Il punto più elevato è il Mount Anglem/Hananui (980 m s.l.m.).